# Bassie & Adriaan: Het Geheim van de Schatkaart
Bassie & Adriaan: Het geheim van de schatkaart (1987) is de vijfde televisieserie van het Nederlandse televisieduo Bassie en Adriaan.

## Verhaal
Bassie maakt door een ongeluk een aantal spullen kapot op een rommelmarkt, waardoor ze alle kapotte spullen moeten kopen, waaronder een oud, inmiddels kapot, schilderij met een schip erop. Achter het schilderij blijkt een schatkaart verborgen te zitten. De tekst luidt: "Op een van de eilanden waar vogeltjes blaffen, is een gebroken lans. Als je bovenaan de lans staat met het ei in de rug, zie je een kleine maan wanneer de grote maan het water meegenomen heeft. Dat is de plaats waar de x staat". Samen met hun vriendjes van de B&A-boys (het door Bassie en Adriaan opgerichte voetbalteam), robot Robin en hond Lara proberen ze te achterhalen waar de schat zich bevindt. Ook de Baron, B2 en Vlugge Japie gaan achter de schatkaart aan en proberen deze op allerlei gemene manieren te bemachtigen. De kaart leidt Bassie en Adriaan uiteindelijk naar Lanzarote, een Canarisch Eiland, maar dit gebeurt niet zonder enige problemen: de drie boeven zitten achter het duo aan. De boeven slagen er zelfs een keer in om de auto van Bassie en Adriaan te stelen samen met Robin de robot. Maar Bassie en Adriaan weten Robin de robot te redden en de zoektocht naar de schat kan doorgaan.
Als Bassie en Adriaan de schat vinden in een grot op een berg aan het noordelijkste deel van het eiland worden ze gevangengenomen door de boeven. Ze zijn echter zeer teleurgesteld als blijkt dat de schat een kist met peper is. Ze binden Bassie en Adriaan vast aan de schatkist en laten ze achter in de grot, maar dankzij een plas water waarmee de riemen uitzetten, kunnen Bassie en Adriaan ontkomen. Ze nemen de kist mee naar Nederland en daar aangekomen, blijkt het beslag van de kist van puur goud te zijn. Maar de boeven zijn nog op vrije voeten. De inspecteur vertelt dat hij de boeven niet kan arresteren voor de ontvoering van Bassie en Adriaan in de grot op Lanzarote omdat hier geen bewijs voor bestaat.
De boeven worden in de val gelokt doordat Adriaan stiekem een afluisterapparaat in hun schuilplaats zet. Net op dat moment praten ze over het feit dat al hun misdrijven voor niks zijn geweest. Dit levert voldoende bewijs op om ze te arresteren.

## Achtergrond
Het verhaal van de serie werd al in 1982 geschreven. Echter wilde de TROS geen nieuwe afleveringen produceren, door het conflict dat speelde tussen het duo en Joop van den Ende. Vervolgens werd in 1983 van het script het hoorspel Bassie en Adriaan op schattenjacht gemaakt. Deze versie van het verhaal bevat een aantal verschillen met de versie die uiteindelijk op televisie verscheen. In het hoorspel bestond het boeventrio uit Baron Jan Haaljeweg, Vlugge Japie en de Chinees Ping Poen. Voor de televisieserie werd Ping Poen vervangen door de boef B2 uit de series Het geheim van de sleutel en De diamant, omdat Aad van Toor het typetje ongeloofwaardig vond overkomen. De stem van dit personage werd gedaan door Dick Engelbracht. In tegenstelling tot het hoorspel wordt Baron Jan Haaljeweg slechts aangeduid met "de Baron". Later in De geheimzinnige opdracht zou zijn naam Baron van Neemweggen zijn. In het hoorspel gaat de circustent in brand, in de televisieserie is dit het clubgebouw van de voetbalvereniging. Dit werd gedaan om de opnamekosten te besparen. Dit is overigens de laatste televisieserie waarin Bassie en Adriaan (zichtbaar) in het circus optreden en Adriaan op zijn handen staat.
De opnames van de uitslaande brand van het clubgebouw werden op 21 november 1985 opgenomen. In mei 1986 werden de opnames gedaan op Lanzarote. De serie telde zestig opnamedagen. Oorspronkelijk zou de serie uit twaalf afleveringen bestaan. Tijdens de opnames is er ook gefilmd voor de aflevering Viva España van de serie Leren & lachen met Bassie & Adriaan. In augustus 1986 werden de scènes met de B&A Boys opgenomen in het Lickebaertbos in Vlaardingen. De opnames van de binnenkant van de caravan, de gevangenis en het clubgebouw vonden plaats in een filmstudio in een pakhuis aan de Oosthavenkade in Vlaardingen. Dit is hetzelfde pakhuis waarin de boeven zich verschuilen als ze uit Lanzarote komen.
Anders dan de voorgaande grote televisieseries bij de TROS werd Het geheim van de schatkaart geproduceerd door Bas en Aad van Toor zelf. Aad schreef het scenario en regisseerde de opnames. Hij speelt naast Adriaan ook de rol van de Baron. Bas speelt naast Bassie de rol van Vlugge Japie. Deze dubbelrollen vertolkten zij ook eerder in het hoorspel. Voor de rol van de Baron werd eerst nog gedacht aan de acteurs Rudi Falkenhagen, Harry Touw en Pistolen Paultje. Aangezien het spelen van een dubbelrol voor Aad van Toor in deze serie moeilijk te combineren was met het regisseren van een volledige avonturenserie, werd de rol van de Baron in de vervolgserie De verdwenen kroon overgenomen door Paul van Gorcum, die al eerder in Bassie en Adriaan-producties had meegespeeld. In de film Keet & Koen en de Speurtocht naar Bassie & Adriaan wordt de rol van Baron wel weer door Aad van Toor gespeeld.
Het personage B2 wordt in de televisieseries Het geheim van de sleutel en De diamant gespeeld door Harry Dikmans. In deze serie wordt de rol overgenomen door zijn broer Joop Dikmans. Harry moest namelijk voor zijn werk als sneltekenaar naar het buitenland. In de documentaire Bassie en Adriaan - 35 jaar op TV vertelde Bas van Toor echter een andere versie van het verhaal: volgens hem speelden de hoge eisen van Harry Dikmans ook een rol in de vervanging. De stem van Robin de Robot wordt in deze televisieserie gedaan door Ina van Woerden, de vrouw van Aad van Toor. In De huilende professor werd dit gedaan door de regisseur Guus Verstraete jr. en in het hoorspel door Aad van Toor zelf. De honden Lara en Youri in de serie waren van Aad van Toor. Lara overleed in 1992. Ook de papegaai (genaamd Cobus) die in het beeld te zien is op de achtergrond bij de Baron was van hem.
In de leader zijn beelden te zien van Bassie en Adriaan die uit een trein springen en door een bosje sluipen. Deze beelden zijn alléén opgenomen voor de leader om de kijker nieuwsgierig te maken en te prikkelen om de volgende keer weer te kijken.
De eerste herhalingen werden van 7 juni tot 6 september 1988 door de TROS uitgezonden. Vanaf 6 december 1989 was de serie te zien op de BRT en vanaf 1990 op Kindernet. In 1992 werd de serie ingekort en op speelfilmlengte van twee keer anderhalf uur uitgebracht op video. In 2003 werd het originele filmmateriaal opgepoetst, digitaal bewerkt en verscheen de volledige serie op dvd met deels nieuwe muziekarrangementen toegevoegd. Ook de oorspronkelijke leader (We beleven avonturen o wat spannend wordt me dat, maar er wordt ook veel gelachen (haha) bij het zoeken naar de schat) werd vervangen door de nieuwe versie uit 1997 die ook in de latere series werd gebruikt. De serie werd in zijn originele vorm tot 2004 uitgezonden op Nickelodeon. In 2019/2020 werd de nieuwste nabewerking van de hele serie op YouTube geplaatst.

## Personages
| Personage           | Acteur              | Opmerking |
| ------------------- | ------------------- | --- |
| Bassie              | Bas van Toor        | |
| Adriaan             | Aad van Toor        | |
| De Baron            | Aad van Toor        | Stand-in wordt gespeeld door productieassistent Gerard Speyer.                                                       |
| B2                  | Joop Dikmans        | Deze rol werd voorheen gespeeld door zijn broer Harry Dikmans.                                                       |
| Vlugge Japie        | Bas van Toor        | |
| Inspecteur De Vries | Dick Engelbracht    | |
| Marktkoopman        | Dick Engelbracht    | |
| Agent               | Evert van den Bos   | De acteur was eerder te zien in de aflevering Een vergissing is menselijk als 'Evert'. Hij is de schoonzoon van Bas. |
| Robin               | Ina van Toor (stem) | Deze rol werd voorheen ingesproken door Guus Verstraete jr.                                                          |
| Lara                | Lara (hond)         | |
| Yoeri               | Yoeri (hond)        | |

## Afleveringen
| №  | Titel                                       | Eerste uitzenddatum Nederland |
| -- | ------------------------------------------- | ----------------------------- |
| 1  | Het goede en het slechte nieuws (deel 1&2)* | 2 januari 1987                |
| 2  | Het leuke idee**                            | 9 januari 1987                |
| 3  | Een geheimzinnig raadsel                    | 16 januari 1987               |
| 4  | Het gestolen schilderij                     | 23 januari 1987               |
| 5  | De grote wedstrijd                          | 30 januari 1987               |
| 6  | De valstrik                                 | 13 februari 1987              |
| 7  | Op zoek naar de schat                       | 20 februari 1987              |
| 8  | De slapende vulkaan                         | 27 februari 1987              |
| 9  | De ontdekking                               | 13 maart 1987                 |
| 10 | Een gevaarlijke klimpartij                  | 20 maart 1987                 |
| 11 | Op zoek naar de kleine maan                 | 27 maart 1987                 |
| 12 | Gevonden en verloren                        | 10 april 1987                 |
| 13 | De ontknoping                               | 17 april 1987                 |

(*) Deze aflevering was oorspronkelijk een lange, opgedeeld in twee delen. Hij werd toen uitgezonden als ´´Het goede en het slechte nieuws´´deel 1&2. Later heeft het tweede deel een eigen naam gekregen: ´´Hoe een Bal Kan Rollen´´.
Hierdoor bestaat de serie nu dus uit 14 afleveringen
(**) Deze aflevering bevat in het begin een korte scène (Adriaan legt uit dat hij is geroepen door Bassie om naar het huis van Lara te komen.) die niet op de dvd's of videobanden staat.

## Liedjes
| Nummer | Liedje                      | Opmerking |
| ------ | --------------------------- | --------- |
| 1      | Ga je mee (naar het circus) |           |
| 2      | Abracadabra                 | Deels     |
| 3      | Kom we gaan er tegenaan     |           |
| 4      | De trainer                  |           |
| 5      | Lachen, lachen, lachen      |           |
| 6      | Kom we gaan er tegenaan     | 2 keer    |

## Ingekorte filmversie (1992)
De ingekorte filmversie van deel 1 begint met het optreden van Bassie en Adriaan in het circus (dvd deel 1 0:22:45). De autorit naar de staanplaats voor de caravan is ingekort, waardoor er nu geen 'Wij zijn er bijna' wordt gezongen. Ook de autorit naar de rommelmarkt ontbreekt en de beelden die zich op de markt afspelen, voordat Bassie en Adriaan bij de kraam komen met het schilderij. Het gesprek tussen Adriaan en Robin de robot ontbreekt voordat inspecteur De Vries binnenkomt in de caravan. Het liedje Kom we gaan er tegenaan is ingekort. Het tweede refrein en couplet ontbreekt. De wedstrijd van de B&A Boys wordt nu door Adriaan kort samengevat door middel van een voice-over.
Bij de ingekorte filmversie van deel 2 zijn voornamelijk dialogen ingekort. Hiernaast ontbreken de liedjes Lachen, lachen, lachen en Kom we gaan er tegenaan. De film eindigt in tegenstelling tot de televisieserie niet op het terras, maar op het moment dat de boeven gearresteerd worden.

## Achtergrondmuziek
| Uitvoerder (+ muziekschrijver)        | Titel                             | Gebruikt in/bij                                                                    | Album                                       |
| ------------------------------------- | --------------------------------- | ---------------------------------------------------------------------------------- | ------------------------------------------- |
| Aad van Toor                          | Diverse deuntjes                  | Diverse scènes                                                                     | Bassie en Adriaan Op Schattenjacht - (1983) |
| Eric Allen                            | Mastermind                        | Spannende scènes                                                                   | PML79 - New Technology Volume 4 - (1983)    |
| Paul Kass & Robin Artus               | Floater                           | Scènes tijdens de inbraak en het besluipen van de caravan                          | PML63 - New Technology Volume 3 - (1982)    |
| Harry Forbes                          | Easy Work                         | Vrolijke scènes                                                                    | PML63 - New Technology Volume 3 - (1982)    |
| Harry Forbes                          | Sunspots                          | Vlugge Japie en B2 kijken of de kust veilig is bij het huis om te kunnen inbreken. | PML63 - New Technology Volume 3 - (1982)    |
| Jean Michel Jarre                     | Magnetic Fields 1 deel 1          | Achtervolgingsscènes                                                               | Magnetic Fields                             |
| Jean Michel Jarre                     | Equinoxe 2                        | Bassie en Adriaan betreden de grot                                                 | Equinoxe                                    |
| Mike Oldfield                         | Tubular Bells                     | Spannende scènes                                                                   | Tubular Bells - Mike Oldfield 1973          |
| Rinus van Galen (D.Thomas/R.Freedman) | Sioux City Sue                    | Rommelmarkt                                                                        | It's Charleston Time - Martin Gale          |
| Rinus van Galen (Fain/Kahal/Norman)   | When I take my sugar to tea       | Taartbakken                                                                        | It's Charleston Time - Martin Gale          |
| Ivor Slaney                           | Song of Portugal (Spaanse gitaar) | Diverse scènes op Lanzarote                                                        | Tapestry (1975)                             |
| Peru                                  | Africa                            | Scènes tijdens de tocht door de bergen op Lanzarote                                | Continents - Peru                           |
| Vangelis                              | Pulstar                           | Brand clubgebouw                                                                   | Albedo 0.39 - Vangelis 1976                 |
| Ed Starink/H.Dussen                   | Nerves                            | Vinden "kleine maan"                                                               | Music for movies 1984                       |

In de serie komen verschillende korte deuntjes voor, wanneer de boeven in beeld komen en bij spannende scènes (de zogenoemde boevendeuntjes). Deze zijn afkomstig uit het hoorspel Bassie en Adriaan op schattenjacht.
Tijdens de digitale nabewerking in 2003 zijn er nieuwe achtergrondnummers toegevoegd aan scènes waar oorspronkelijk geen muziek gemonteerd was en ook bij een aantal scènes waarbij de originele muziek is verwijderd tijdens deze nabewerking. Hierdoor komen de drie onderstaande nummers in z'n geheel niet meer voor in de serie:
| Uitvoerder (+ Muziekschrijver) | Titel      | Gebruikt in/bij                                         | Album             |
| ------------------------------ | ---------- | ------------------------------------------------------- | ----------------- |
| Peru                           | Continents | Dreigende scènes en de vuurwerk scène                   | Continents - Peru |
| Peru                           | Savane     | Dreigende en bedroefde scènes                           | Continents - Peru |
| R. Jackson                     | Datamation | Nadat de boeven verdreven zijn uit het leegstaande huis |                   |

De rest van de originele nummers komen nog wel voor in de serie, maar wel in mindere mate dan in de oorspronkelijke versie. De nieuwe achtergrondmuziek werd in 1997 gecomponeerd door Aad van Toor en Bert Smorenburg voor De geheimzinnige opdracht en De reis vol verrassingen. Deze nummers zijn te beluisteren via:
- De cd Bassie en Adriaan Original Soundtrack Album uit 2004.
- Het digitale Bassie en Adriaan Original Soundtrack Album deel 2 uit 2013.

## Uitgave
| Jaar | Uitgever             | Medium | Lengte      | Opmerking |
| ---- | -------------------- | ------ | ----------- | --- |
| 1992 | CNR                  | VHS    | 2 x 90 min  | Ingekorte filmversie met originele achtergrondmuziek. - Deel 1: Het raadsel van de schatkaart (titel video-uitgave 1992) - Deel 2: Op zoek naar de schat (titel video-uitgave 1992) In 1998 opnieuw uitgebracht door Arcade met nieuwe covers die vervolgens in 1999 uitgebracht werd als dubbelbox. In 2002 nogmaals uitgebracht door Bridge Entertainment als twee losse delen waarbij sommige scènes opnieuw zijn ingesproken. Ook uitgebracht als dubbelbox. |
| 2003 | Bridge Entertainment | Dvd    | 2 x 140 min | Volledige serie. Achtergrondmuziek van Aad van Toor en Bert Smorenburg is toegevoegd en bij een aantal scènes is de originele muziek vervangen (zie kopje achtergrondmuziek). In 2007 uitgebracht op 2 dvd's en in 2015 weer op 2 dvd's |
| 2004 | Bridge Entertainment | VHS    | 1 x 180 min | Heruitgave ingekorte filmversie uit 1992 met achtergrondmuziek van Aad van Toor en Bert Smorenburg toegevoegd en bij een aantal scènes is de originele muziek vervangen (zie kopje achtergrondmuziek). Bevat de eindscène op het terras die ontbreekt op de CNR uitgave. |

## Locaties
| Locatie               | Adres                                                  |
| --------------------- | ------------------------------------------------------ |
| De gevangenis         | Koepelgevangenis Nassausingel 26 4811 DG Breda         |
| Circusterrein         | Gildeplein in Rosmalen                                 |
| Het huis van de Baron | Verploegh Chasséplein 3134 BZ Vlaardingen              |
| Caravanveldje         | Dagcamping Oeverbos aan de Vlaardingsedijk Vlaardingen |
| Rommelmarkt           | Onder het spoorviaduct op de Blaak Rotterdam           |

## Trivia
- De auto van Bassie en Adriaan is een Honda Prelude. Tijdens de opnames werden twee auto's gebruikt, waardoor de auto in de serie twee verschillende kentekens heeft: JX-74-NB en NB-59-KX.
- De groep toeristen in aflevering 8, De slapende vulkaan, bestaat naast Bassie en Adriaan uit de moeder van Bas en Aad, Joop Dikmans (B2), een Spaanse man en de vrouw en dochters van Bas.
- Wanneer Adriaan verklaart waarom de Canarische Eilanden de eilanden zijn waar vogeltjes blaffen zegt hij dat 'cana' het Spaanse woord voor 'hond' is. Het Spaanse woord voor 'hond' is echter 'perro', terwijl 'caña' het Spaanse woord is voor 'riet'. In het Latijn betekent Canariae Insulae wel eiland van de honden.
- Het eiland in de vorm van een 'ei' is het eiland La Graciosa dat daadwerkelijk ten noordoosten van Lanzarote ligt.
- Het is een bekend feit dat de Canarische eilanden – en met name Lanzarote – vroeger veelvuldig de schuilplaatsen van piraten waren. Een schat zoeken op deze eilanden is daarom dan ook niet heel vergezocht.
- Robin de robot wordt via een snoertje met een drukknop bediend, om zijn mond op en neer te laten gaan. Dit is te zien in de scène in de hotelkamer op Lanzarote wanneer Adriaan Robin vasthoudt nadat Bassie het bed gerepareerd heeft.
- In de slotaflevering, De ontknoping, is het haar/pruik en bakkebaarden van de Baron geknipt. De krullen zijn weg en alles heeft een donkergrijs zilverachtige kleur.
- In aflevering 6, De valstrik, wanneer de Baron betrapt wordt bij het inbreken in de caravan, zijn zowel Adriaan als de Baron in beeld. Wanneer ze tegenover elkaar staan, draagt op dat moment productieassistent Gerard Speyer het kostuum en pruik van de Baron.
- De spelers van de B&A-boys waren afkomstig uit een jeugdteam van DVO '32 uit Vlaardingen.[6]
- Bij de wedstrijd die de B&A-boys spelen wordt er na de rust niet, zoals gebruikelijk is, van kant gewisseld.